# Патріарх Александрійський
Патріарх Александрійський — єпископ єгипетської Александрії. Нині подібний титул мають 3 глави різних християнських церков.
- Коптський патріарх Александрійський, глава Коптської церкви, відомий також як Папа Александрійський і Патріарх престолу Святого Марка та Папа Єгипетський (для розмежування його з папи римського),
- Грецький патріарх Александрійський, глава Александрійської православної церкви, відомий також як Папа Александрійський та всієї Африки й Патріарх Престолу Святого Марка,
- Коптський католицький патріарх Александрійський, єпископ, який підпорядковується римо-католицькій церкві.